# Clavichorema complicatissimum
Clavichorema complicatissimum là một loài Trichoptera thuộc họ Hydrobiosidae. Chúng phân bố ở vùng Tân nhiệt đới.
- Tư liệu liên quan tới Clavichorema complicatissimum tại Wikimedia Commons